# 戴维·恩里克斯
戴维·恩里克斯（西班牙語：David Henríquez，1977年7月12日—），智利男子足球运动员，司职后卫。他曾代表智利国奥队参加2000年夏季奥林匹克运动会足球比赛，获得一枚铜牌。